# Japanagromyza arnaudi
Japanagromyza arnaudi är en tvåvingeart som beskrevs av Mitsuhiro Sasakawa 1963. Japanagromyza arnaudi ingår i släktet Japanagromyza och familjen minerarflugor.
Artens utbredningsområde är El Salvador. Inga underarter finns listade i Catalogue of Life.